# Hidetoshi Ibaraki
Hidetoshi Ibaraki (en japonais 茨木 秀俊 Ibaraki Hidetoshi ; né le 8 juin 2004 à Sapporo) est un joueur japonais de baseball. Il joue avec les Hanshin Tigers (阪神タイガース "Hanshin Taigāsu") en tant que lanceur.

## Carrière
Il commence à jouer au softball en deuxième année de l'école primaire avec les Teine Young Stars ("手稲ヤングスターズ"). Alors qu'il fréquente le lycée Teine de Sapporo City, il joue dans l'équipe du club de baseball Sapporo Higashi Senior.
Il quitte sa ville natale de Hokkaido pour aller au lycée Teikyo Nagaoka à Niigata. Lors de son entrée au lycée, l'ancien joueur de baseball professionnel Hiroshi Shibakusa en prend le poste de manager du sport. Grâce à un entraînement personnel avec le manager, Ibaraki augment sa vitesse de lancer maximale de 130 km/h jusqu'à 147 km/h. Pendant l'été de sa troisième année de lycée, il atteint la finale du tournoi préfectoral de Niigata en tant qu'as et affronte le lycée Nihon Bunri. Après une bataille de lanceurs qui dure 11 manches supplémentaires avec l'as adverse Haruya Tanaka, il subit une défaite  . Il ne reparticipera au tournoi Koshien que trois ans plus tard.

## Détails

### Numéro d'uniforme
- 48 (2023 -)